# Natalia Giraldo
Natalia Giraldo (Bogotá, 20 de enero de 1962) es una actriz colombiana.

## Carrera
Giraldo inició su carrera artística de la mano del reconocido actor y director Álvaro Ruiz, quien más tarde se convirtió en su esposo y padre de su hija. En 1984 interpretó a Flor de Azalea en la telenovela Pero sigo siendo el rey con Carlos Muñoz y María Eugenia Dávila. En la década de 1990 actuó en varias producciones televisivas en Colombia, entre las que se destacan La mujer doble (1992), El último beso (1992) y La mujer en el espejo (1997). En 1998, tras su separación con Álvaro Ruiz, la actriz decidió alejarse de su profesión e irse a vivir a Nueva York.
Tiempo después retornó a Colombia para integrarse al elenco de la telenovela El vuelo de la cometa, donde interpretó el personaje de Bertha. Tras su regreso realizó una gran cantidad de apariciones en seriados de televisión, tales como Te voy a enseñar a querer (2004), Juego limpio (2005), Decisiones (2006), La traición (2008) y Sin senos no hay paraíso (2008).
En la década de 2010 tuvo esporádicas apariciones en series de televisión como Doña Bella (2010), Ojo por ojo (2010), El corazón del océano (2014), Dr. Mata (2014), ¿Quién mató a Patricia Soler? (2015) y Venganza (2017).

## Filmografía

### Televisión
- Secuestro del vuelo 601 (2024) — Rocío
- Enfermeras (2021) — Monja[4]
- De brutas, nada[5][6] (2020-2023) — Leticia "Letty" Flores
- La Reina del Sur 2 (2019) — Angelina Beltrán
- La gloria de Lucho (2019) — Rosalba Vargas
- Maria Magdalena (2018-2019) — Anola
- La ley secreta (2018)
- Venganza (2017)
- Bloque de búsqueda (2016)
- ¿Quién mató a Patricia Soler? (2015) — Rebeca
- Niche (2014) — Helena Rubiano
- Dr. Mata (2014) — Lilia de Mendoza
- El corazón del océano (2014)
- El laberinto (2012)
- Mujeres al limite (2011-2016) — Varios personajes
- Ojo por ojo (2010-2011) — Yomaira
- Decisiones extremas (2010)
- Doña Bella (2010) — Augusta de Molina
- Sin senos no hay paraíso (2008-2009) — Organizadora de evento
- La traición (2008) — Antonia de Obregón
- Sin Vergüenza (2007) — Teresa Contreras
- Decisiones (2006) — Ursula
- La Tormenta (2005) — Azalea Espinoza
- Juego limpio (2005) — Cecilia de Gonzalez
- Las noche de Luciana (2005)
- Te voy a enseñar a querer (2004) — Tulia Ángeles Vivas
- El vuelo de la cometa (2004) — Bertha
- La mujer en el espejo (1997) — Gladys de Chicamocha
- Candela (1994)
- El último beso (1993)
- La pantera (1992) — Doña Martha
- La quinta hoja del trebol (1992)
- Corazones de fuego (1992)
- La mujer doble (1992)
- Mientras llueve (1992)
- Ana de Negro (1991)
- Los pecados de Inés de Hinojosa (1998)
- El refugio (1985)
- Las estrellas de las Baum (1984)
- Pero sigo siendo El Rey (1984) — Flor de Azalea
- La duda (1982)
- Policarpa Salavarrieta (1982)
- Bolívar, el hombre de las dificultades (1980)
- Rosalba (1980)
- La abuela (1979)
- Kundry (1979)
- Juanita (1979)